# Élections régionales italiennes de 1998
Les élections régionales italiennes de 1998 se déroulent durant l'année 1998 et permettent le renouvellement des conseils régionaux et de leurs présidents dans 3 régions.

## Résultats
| Région                  | Élection    | Président sortant | Parti | Parti | Président élu      | Parti | Parti |
| ----------------------- | ----------- | ----------------- | ----- | ----- | ------------------ | ----- | ----- |
| Vallée d'Aoste          | 31 mai      | Dino Viérin       |       | UV    | Dino Viérin        |       | UV    |
| Frioul-Vénétie Julienne | 14 juin     | Giancarlo Cruder  |       | PPI   | Roberto Antionione |       | FI    |
| Trentin                 | 22 novembre | Carlo Andreotti   |       | PATT  | Lorenzo Dellai     |       | CM    |
| Haut-Adige              | 22 novembre | Luis Durnwalder   |       | SVP   | Luis Durnwalder    |       | SVP   |